# Déni de justice en droit français
En droit français, le déni de justice, également appelé déni de droit, est le refus par une juridiction de juger. Le déni de justice constitue une atteinte à un droit fondamental.

## Définitions
Il existe deux sortes de déni de justice :
- au sens juridique du terme, le déni de justice est le refus par une juridiction de juger une affaire, alors qu'elle est habilitée à le faire. Par extension, le déni de justice peut être caractérisé par le retard excessif mis par des juges à statuer ;
- au sens politique du terme, le déni de justice désigne l'interférence autoritaire du pouvoir exécutif pour annuler ou modifier des décisions de justice.

Un exemple parmi les plus connus de cette seconde acception est la condamnation de Nicolas Fouquet, pour laquelle le chef de l'État, Louis XIV, décide unilatéralement d'augmenter la condamnation à l'exil en condamnation à la prison à vie. Ce type de déni de justice ne peut exister dans un État où le pouvoir exécutif est contrebalancé par une autorité judiciaire indépendante et forte.

## Généralités
En droit, le déni de justice consiste dans le refus d'un tribunal d'exercer sa fonction juridictionnelle, c'est-à-dire de trancher un litige existant en fait en fonction de règles de droit.
Le déni de justice peut également résulter, dans les pays disposant de deux ordres de juridiction, de la double déclaration d'incompétence des tribunaux judiciaires et administratifs saisis du même litige. Dans certains pays, comme la France, cette situation dite de « conflit d'attribution négatif », peut être résolue par une juridiction appelée Tribunal des conflits. Dans certains pays, saisi par les parties, ou par une juridiction à titre préventif, le Tribunal des conflits désignera laquelle des deux juridictions est compétente, et renverra l'affaire devant elle. Dans certains pays, le Tribunal des conflits peut également résoudre le déni de justice constitué par deux décisions contradictoires rendues, l'une par la juridiction judiciaire, et l'autre par la juridiction administrative; on parle alors de conflit de décision.

## Sanctions
Seul un déni existant positivement peut être sanctionné; la seule intention exprimée ne suffisant pas.
En Europe, le déni de justice est susceptible de constituer une violation de l'article 6§1 de la Convention européenne des droits de l'homme (procès équitable), quelquefois couplé à l'article 13 (accès effectif à un juge).
Dans certains pays[Lesquels ?], pour que des sanctions pénales puissent être appliquées, l'intention fautive doit être démontrée[réf. nécessaire].
Dans certains pays[Lesquels ?], le magistrat ne peut être sanctionné sans avoir été préalablement et expressément été informé de sa faute, et mis en demeure de la corriger. Il n'existe pas de formalité à respecter, puisque le but recherché est l'information du magistrat. Ainsi, une mise en demeure signifiée par huissier est tout aussi valable qu'une mise en demeure adressée par simple lettre recommandée avec accusé de réception[réf. nécessaire].
Dans ces cas, la faute consiste en la persévérance à refuser de dire le droit. Cette persévérance peut être démontrée après l'envoi et de la réception d'une seconde mise en demeur

## Principes
L'article 4 du Code civil dispose que :
« Le juge qui refusera de juger, sous prétexte du silence, de l'obscurité ou de l'insuffisance de la loi, pourra être poursuivi comme coupable de déni de justice. »
Un déni de justice peut résulter du cas dans lequel le juge d'instruction refuse de répondre aux requêtes ou ne procède à aucune diligence pour instruire ou faire juger les affaires en temps utile. La responsabilité de l'État peut alors être engagée pour faute lourde.
L'article 434-7-1 du Code pénal (ancien article 185) fait du déni de justice une atteinte à l'action de la justice, et dispose que
« Le fait par un magistrat, ou toute autre personne siégeant dans une formation juridictionnelle ou toute autorité administrative, de dénier de rendre la justice après en avoir été requis, et de persévérer dans son déni après avertissement ou injonction de ses supérieurs est puni de 7 500 € d'amende et de l'interdiction de l'exercice des fonctions publiques pour une durée de cinq à vingt ans. »
Un tel déni constitue, en effet, au sens de la loi une entrave à l'exercice de la justice, par l'une des personnes chargée de la représenter et de la rendre.
Le déni de justice est aussi réprimé par l'article 434-44 du Code pénal.
Dans un sens plus général, le déni de justice peut s'entendre du manquement de l'État à son devoir de protection juridictionnelle, par exemple dans l'hypothèse d'un délai anormal de procédure.
Depuis 1979 la responsabilité des magistrats de l'ordre judiciaire à l'occasion de leurs fautes personnelles se rattachant au service public de la justice ne peut être engagée que sur l'action récursoire de l'État.
Cette jurisprudence a été confirmée par la loi n°2007-1787 du 20 décembre 2007 relative à la simplification du droit, ainsi que par les ajouts des articles 366-1 à 366-9 du code de procédure civile depuis 2007.
En revanche, la responsabilité de magistrats consulaires, ne dépendant pas de l'ordre judiciaire[réf. nécessaire], semble toujours être mise en action par la procédure de la prise à partie.
Dans l'hypothèse où le justiciable entend entamer une procédure de « prise à partie » du juge ou de demander des dommages et intérêts de la part de l'État, alors le justiciable doit assigner par deux fois le magistrat, à huit jours d'intervalle pour les magistrats de l'ordre judiciaire.
Dans l'ancien Code de procédure civile, ce délai était toujours de huit jours, sauf pour les magistrats des tribunaux de commerce qui ne disposaient que de trois jours.

### Cas particuliers et exceptions
- Une décision de « classement sans suite » d'une affaire, prise en application des textes du code de procédure pénale, tel l'article 40, ne saurait constituer le délit prévu par l'article 434-7-1 susvisé[12] ;
- La partie civile à un procès ne peut enjoindre à un juge d'instruction de prononcer une inculpation, lorsque celui-ci, en son âme et conscience, s'est prononcé en sens contraire : le refus opposé par ce magistrat ne peut, en effet, en aucun cas, être assimilée à un déni de justice.